# 加拉羅克鎮區 (阿肯色州耶爾縣)
加拉羅克鎮區（英語：Galla Rock Township）是位於美國阿肯色州耶爾縣的一個行政鎮區。

## 地方資料
加拉羅克鎮區的面積為89.37平方千米，當中陸地面積為84.44平方千米，而水域面積為4.93平方千米。根據2010年美國人口普查的數據，當地共有人口321人，而人口密度為每平方千米3.59人。